# Kelheim
Kelheim är en stad i Landkreis Kelheim i Regierungsbezirk Niederbayern i förbundslandet Bayern i Tyskland. Orten, som är belägen mellan Ingolstadt och Regensburg, hr cirka 17 000 invånare.